# Papa Urban I
Papa Urban I (n.  ?, Roma, Italia – d. 19 mai 230 d.Hr., Roma, Imperiul Roman) a fost papă al Romei în perioada 222 – 230.
A fost roman de origine, născut la Roma, fapt indicat de numele său, în traducere „orășeanul”, și menționat de Eusebiu din Cezareea. A condus Biserica pe vremea împăratului Alexandru Sever (208-235), într-o perioadă lipsită de persecuții. Toleranța religioasă a împăratului Alexandru Sever a permis consolidarea creștinismului.
În decursul pontificatului său a dăinuit schisma Antipapei Hippolyt. Legenda  atribuie Papei Urban I convertirea multor păgâni, între care Valerianus, soțul Sfintei Cecilia. Cu toate că nu există probe istorice clare, Papa Urban I este considerat în mod tradițional ca martir.
A fost înmormântat în catacomba Sfântului Calixt, unde se găsește și azi o lespede pe care este gravat numele său cu litere grecești.
A fost sanctificat și este sărbătorit pe 19 mai.